# Edvin Hansen
Edvin Hansen (Køge, 21 gennaio 1920 – Køge, 30 marzo 1990) è stato un calciatore danese, di ruolo centrocampista.

## Carriera

### Club
Ha giocato nella prima divisione danese.

### Nazionale
Debutta contro la Finlandia (0-3), sfida datata 15 giugno 1948. Il 23 ottobre 1949 realizza la sua prima rete in nazionale giocando contro la Svezia (3-2). Il 22 giugno 1950 gioca la prima delle sue tre partite da capitano, scendendo in campo contro la Norvegia, contro la quale sigla anche un gol (4-0).

### Allenatore
Dal 1974 al 1977 ha allenato il Køge BK, vincendo il titolo grazie alla migliore differenza reti nel 1975. Nell'edizione 1976-77 della Coppa dei Campioni è stato eliminato al primo turno dal Bayern Monaco.

## Palmarès

### Club

#### Competizioni REGionali
- Midland League: 1

Grimsby Town: 1946-1947
- Lincolnshire Senior Cup: 1

Grimsby Town: 1946-1947

### Nazionale
- Bronzo olimpico: 1

Londra 1948